# 賈德·阿帕托
賈德·阿帕托（Judd Apatow，/ˈæpətaʊ/；1967年12月6日—）是一位美國電影製作人、導演、喜劇家、演員與編劇。阿帕托以喜劇作品而知名，他也是阿帕托製作公司（Apatow Productions）的創辦人，並曾參與多部電視喜劇影集的創作，包括《怪胎和宅男》、《Undeclared》和《女孩我最大》。阿帕托的作品曾多次贏得各類獎項，包括黃金時段艾美獎（《班·史提勒秀》）、好萊塢喜劇獎（Hollywood Comedy Award），和以電影《伴娘我最大》贏得的美國電影學會獎。他的作品並曾獲得葛萊美獎、美國製作人工會獎、金球獎和奧斯卡金像獎（以《伴娘我最大》獲提名）。2012年10月，《浮華世界》宣布阿帕托將成為該雜誌喜劇特輯的客座總編輯，讓阿帕托成為雜誌史上接下此工作的第一人。阿帕托也將在2014年播出的某集《辛普森家庭》中擔任客座編劇在2007年，阿帕托被《娛樂周刊》選為「好萊塢50位最聰明的人」之一。

## 個人生平
賈德·阿帕托出生在美國紐約市的猶太人家庭，但他不信奉猶太教。他是阿什肯納茲猶太人後裔。
1997年，賈德·阿帕托與女演員萊絲莉·曼恩結婚，他們有兩個女兒莫德·阿帕托、艾瑞絲·阿帕托。

## 作品

### 電影
| 年     | 中文片名                   | 原文片名                                    | 參與部分 | 參與部分 | 參與部分 | 參與部分 |
| 年     | 中文片名                   | 原文片名                                    | 導演     | 製作     | 編劇     | 演出     |
| ------ | -------------------------- | ------------------------------------------- | -------- | -------- | -------- | -------- |
| 1992年 | 《跨越橋樑》               | Crossing the Bridge                         | 否       | 是       | 否       | 否       |
| 1995年 | 《魔鬼瘦身營》             | Heavyweights                                | 否       | 是       | 是       | 是       |
| 1996年 | 《阿達球迷鬧籃壇》         | Celtic Pride                                | 否       | 是       | 是       | 否       |
| 1996年 | 《王牌特派員》             | The Cable Guy                               | 否       | 是       | 是       | 否       |
| 2004年 | 《銀幕大角頭》             | Anchorman: The Legend of Ron Burgundy       | 否       | 是       | 否       | 是       |
| 2004年 | 《銀幕大角頭：失落的電影》 | Wake Up, Ron Burgundy: The Lost Movie       | 否       | 是       | 否       | 是       |
| 2005年 | 《踹球叫練》               | Kicking & Screaming                         | 否       | 是       | 否       | 否       |
| 2005年 | 《40處男》                 | The 40-Year-Old Virgin                      | 是       | 是       | 是       | 否       |
| 2005年 | 《我愛上流》               | Fun with Dick and Jane                      | 否       | 是       | 是       | 否       |
| 2006年 | 《電視夢工廠》             | The TV Set                                  | 否       | 是       | 否       | 否       |
| 2006年 | 《王牌飆風》               | Talladega Nights: The Ballad of Ricky Bobby | 否       | 是       | 否       | 否       |
| 2007年 | 《好孕臨門》               | Knocked Up                                  | 是       | 是       | 是       | 否       |
| 2007年 | 《男孩我最壞》             | Superba                                     | 否       | 是       | 否       | 否       |
| 2007年 | 《杜威科斯的音樂路》       | Walk Hard: The Dewey Cox Story              | 否       | 是       | 是       | 否       |
| 2008年 | 《廉價保鑣》               | Drillbit Taylor                             | 否       | 是       | 否       | 否       |
| 2008年 | 《忘掉負心女》             | Forgetting Sarah Marshall                   | 否       | 是       | 否       | 否       |
| 2008年 | 《特勤沙龍》               | You Don't Mess with the Zohan               | 否       | 否       | 是       | 否       |
| 2008年 | 《爛兄爛弟》               | Step Brothers                               | 否       | 是       | 否       | 否       |
| 2008年 | 《菠蘿快遞》               | Pineapple Express                           | 否       | 是       | 是       | 否       |
| 2009年 | 《您祖宗卡好》             | Year One                                    | 否       | 是       | 否       | 否       |
| 2009年 | 《命運好好笑》             | Funny People                                | 是       | 是       | 是       | 否       |
| 2010年 | 《大明星小跟班》           | Get Him to the Greek                        | 否       | 是       | 否       | 否       |
| 2011年 | 《伴娘我最大》             | Bridesmaids                                 | 否       | 是       | 否       | 否       |
| 2011年 | 《全民情獸》               | Zookeeper                                   | 否       | 否       | 否       | 是       |
| 2012年 | 《隨心所欲》               | Wanderlust                                  | 否       | 是       | 否       | 否       |
| 2012年 | 《婚迷指數：5》            | The Five-Year Engagement                    | 否       | 是       | 否       | 否       |
| 2012年 | 《40惑不惑？》             | This Is 40                                  | 是       | 是       | 是       | 否       |
| 2013年 | 《銀幕大角頭2：傳奇再續》  | Anchorman 2: The Legend Continues           | 否       | 是       | 否       | 否       |
| 2015年 | 《姐姐我醉大》             | Trainwreck                                  | 是       | 是       | 是       | 否       |
| 2017年 | 《大病》                   | The Big Sick                                | 否       | 是       | 否       | 否       |
| 2020年 | 《史泰登島國王》           | The King of Staten Island                   | 是       | 是       | 是       | 否       |
| 2022年 | 《泡泡劇組》               | The Bubble                                  | 是       | 是       | 是       | 否       |

### 短片
| 年     | 片名              | 參與部分 | 參與部分 | 參與部分 | 參與部分 |
| 年     | 片名              | 導演     | 製作     | 編劇     | 演出     |
| ------ | ----------------- | -------- | -------- | -------- | -------- |
| 2006年 | American Storage  | 否       | 是       | 否       | 否       |
| 2011年 | I Am Harry Potter | 是       | 是       | 是       | 否       |

### 電視
| 年             | 中文片名                   | 原文片名                         | 參與部分 | 參與部分 | 參與部分 | 參與部分 | 參與部分   |
| 年             | 中文片名                   | 原文片名                         | 導演     | 製作     | 編劇     | 演出     | 其他       |
| -------------- | -------------------------- | -------------------------------- | -------- | -------- | -------- | -------- | ---------- |
| 1991年         | 《金凱瑞：不自然的演出》   | Jim Carrey: The Un-Natural Act   | 否       | 否       | 否       | 否       | 共同製作人 |
| 1992年－1993年 | 《班·史提勒秀》            | The Ben Stiller Show             | 否       | 是       | 是       | 是       |            |
| 1992年         | 《HBO喜劇時段：羅珊·阿諾》 | HBO Comedy Hour: Roseanne Arnold | 否       | 否       | 否       | 否       | 共同製作人 |
| 1993年－1998年 | 《 賴瑞·桑德秀》           | The Larry Sanders Show           | 是       | 是       | 是       | 否       |            |
| 1994年－1995年 | 《影評人日記》             | The Critic                       | 否       | 是       | 是       | 是       |            |
| 1995年         | 《新聞電台》               | NewsRadio                        | 否       | 否       | 否       | 是       |            |
| 1999年－2000年 | 《怪胎與宅男》             | Freaks and Geeks                 | 是       | 是       | 是       | 否       |            |
| 2001年－2002年 | 《未經申報》               | Undeclared                       | 是       | 是       | 是       | 否       |            |
| 2006年         | 《幫幫我幫幫你》           | Help Me Help You                 | 否       | 否       | 否       | 是       |            |
| 2010年         | 《不爆笑毋寧死鉅獻》       | Funny or Die Presents            | 否       | 是       | 是       | 否       |            |
| 2011年         | 《美國黃金時段》           | America in Primetime             | 否       | 否       | 否       | 是       |            |
| 2012年－2017年 | 《女孩我最大》             | Girls                            | 否       | 是       | 是       | 否       |            |
| 2014年         | 《辛普森家庭》             | The Simpsons                     | 否       | 否       | 是       | 是       | 配音       |
| 2016年－2018年 | 《愛》                     | Love                             | 是       | 是       | 是       | 否       |            |

## 資料來源
1. ↑  . The Hollywood Reporter. 2012-12-13  [2013-07-01]. （原始内容存档于2017-08-12）.
2. ↑  . Deadline Hollywood. 2012-10-23  [2012-11-11]. （原始内容存档于2013-10-12）.
3. ↑  . EW.com. 2012-10-23  [2012-11-11]. （原始内容存档于2014-10-17）.
4. ↑  Coffin J. 2010. Teenagers Portrayed in Television. Journal of Psychology 41:2, pgs. 23-25
5. ↑  Smith, Sean. . Entertainment Weekly. 2007-11-28  [2012-11-25]. （原始内容存档于2014-10-17）.
6. ↑  McEvers, Kelly. . National Public Radio. February 17, 2017  [July 2, 2018]. （原始内容存档于2021-02-25）. Judd Apatow: "As a Jewish man who has no interest in Judaism whatsoever"
7. ↑  Pfefferman, Naomi. . Jewish Journal. December 19, 2012  [April 24, 2018]. （原始内容存档于2019-07-13）.
8. ↑  . The Australian Jewish News. September 4, 2009  [April 24, 2018]. （原始内容存档于2019-08-25）.
9. ↑  Doyle, Patrick. . Rolling Stone magazine. May 18, 2017  [July 2, 2018]. （原始内容存档于2017-12-09）.
10. ↑  Pfefferman, Naomi. . St. Louis Jewish Light. October 27, 2010  [April 24, 2018]. （原始内容存档于2019-06-29）.
11. ↑  Bloom, Nate. . InterfaithFamily.com. November 9, 2010  [July 2, 2018]. （原始内容存档于2018-07-02）.
12. ↑  Miller, Gerri. . Jewish Journal. March 28, 2018  [July 2, 2018]. （原始内容存档于2019-06-29）.
13. ↑  . The Hollywood Reporter.   [December 12, 2012]. （原始内容存档于2020-12-05）.
14. ↑  . IMDb.   [2018-01-06]. （原始内容存档于2018-04-06）.
15. ↑  Fernandez, Alexia. . PEOPLE Magazine. June 9, 2017  [May 8, 2018]. （原始内容存档于2020-10-26）.
16. ↑  . ComingSoon.net.   [2014-01-08]. （原始内容存档于2014-01-08）.
17. ↑  .   [2021-02-20]. （原始内容存档于2021-05-07）.
18. ↑  Aurthur, Kate. . The Daily Beast. 2011年7月11日  [2012-11-25]. （原始内容存档于2015-07-02）.

## 外部連結
- 賈德·阿帕托在互联网电影资料库（IMDb）上的資料（英文）
- 賈德·阿帕托的X（前Twitter）
- 全國公廣電台：《Morning Edition Sunday》專訪 （页面存档备份，存于）（2005年8月21日）
- 《洛杉磯時報》相關文章（2007年5月15日）
- 《Wired》雜誌報導 （页面存档备份，存于）（2007年5月）
- 《滾石》雜誌專訪 （页面存档备份，存于）（2007年6月7日）
- 《A.V. Club》專訪 （页面存档备份，存于）（2009年7月30日）